# Schoolrock Festival
Schoolrock Festival is een festival in Kontich, in de Belgische provincie Antwerpen, dat de laatste jaren gemiddeld 3400 bezoekers aantrekt. Het is daarbij het grootste schoolfestival van België. SRF is vooral gericht op jongeren tussen 15 en 23 jaar. Het festival wordt geheel georganiseerd door een groep leerlingen van het Sint-Ritacollege uit het 5de en 6de middelbaar onder begeleiding van een paar leerkrachten.

## Geschiedenis
De eerste editie van Schoolrock vond plaats in 1988. Het ontstond toen het traditionele Vrij Podium van het Sint-Ritacollege uit zijn voegen barstte. Op aandringen van (oud-)directeur Jan Duden besloot de voorzitter van de organiserende leerlingenraad, Steven Van Aelst, het festival op de speelplaats te laten plaatsnemen. Er vond een uitbreiding plaats van lokale groepjes naar bekendere, beginnende groepen. Het Vrij Podium van toen is geëvolueerd naar een gevarieerd festival. 
De stijlen van optredende groepen waren en zijn zeer gemengd, maar de artiesten worden steeds professioneler. Sinds 1997 bereikt Schoolrock een uniek publiek van meer dan 3000 jongeren uit de regio Antwerpen-Boom-Lier-Mechelen. Omdat de festivalgangers studenten tussen 15 en 23 jaar zijn, wordt de toegangsprijs bewust zo laag mogelijk gehouden om zo iedereen toe te kunnen laten.  
Het grote, heterogene publiek laat toe om binnen een ruime interpretatie van het woord rock op zoek te gaan naar een eigenzinnig en gevarieerd programma waarin kwaliteit primeert op commercialiteit. Genres variëren van punkrock, hiphop, funk, reggae, ska, metal tot techno en drum-'n-bass. Groepen en artiesten als Raymond van het Groenewoud, Asian Dub Foundation, Evil Superstars, Hugo Matthysen, Osdorp Posse, Heideroosjes, Janez Detd., Wawadadakwa, Sioen, Youngblood Brass Band, Absynthe Minded, Shameboy, Selah Sue, Netsky, Flux Pavilion, Woodie Smalls, Salut c'est cool, Témé Tan, Rupelsoldaten, Stikstof, Katnuf, Michael Amani en Freddie Konings hebben op het festival opgetreden. Ook biedt Schoolrock Festival opkomend talent van binnen en buiten de school de mogelijkheid om hun muzikale talent te laten zien met het concept Battle of the Bands. 
Schoolrock Festival wordt sinds jaren door een groep leerlingen van het vijfde en het zesde jaar georganiseerd. Begeleid door enkele leerkrachten, vervullen zij alle taken. Dit is een jaarlijks wisselende groep, zodat elke leerling de kans krijgt zich in te zetten in een leerrijk proces waarin verantwoordelijkheid en initiatief worden omgezet in praktische ervaringen. Zo zijn er units voor lay-out, programma, financiën, commerciële relaties, terrein, sfeer, pers en coördinatie. Op de festivaldag krijgen de organisatoren de steun van tientallen medestudenten en leerkrachten. 
Het evenement vindt plaats op de speelplaatsen van het Sint-Ritacollege te Kontich. Waar vroeger nog één podium stond, is er nu plaats voor een hoofd- en een zijpodium. In 2008 is dit zijpodium vervangen door een DJ-Tower en later werd ook een rave cave toegevoegd Eet- en drankgelegenheden zijn ook uitgebreid in de loop van de jaren en elk jaar vind je iets nieuws op het animatieplein.
In 2020 werd ook Schoolrock het slachtoffer van de pandemie. Het festival werd eerst verplaatst naar 31 augustus 2020 maar ook toen gooide COVID-19 nog roet in het eten. Eveneens kon het niet doorgaan in 2021. Twee jaar later slaagde de organisatie er terug in om er een spetterende editie van te maken voor zowel artiesten als bezoekers. De volgende editie zal plaatsvinden op 10 mei 2025 en is de 36ste keer dat het festival wordt georganiseerd. 